# Hertogdom Sora
Het hertogdom Sora was een historisch land in Italië, in het zuidoosten van de huidige regio Lazio. Het bestond van 1443 tot 1796. De hoofdstad was de stad Sora.
In 1399 werd het graafschap Sora geschapen als bufferstaat tussen de Pauselijke Staat en het Koninkrijk Napels, als vazal van Napels. In 1443 werd graaf Nicola Cantelmo door koning Alfons V van Aragón verheven tot hertog. Het hertogdom werd achtereenvolgens geregeerd door de families Cantelmi, Della Rovere en Boncompagni.
De laatste hertog was Antonio II Boncompagni, die het gebied afstond aan Ferdinand IV van Napels